# بایانخوتاگ (خنتی)
بایانخوتاگ (به لاتین: Bayankhutag) یک منطقهٔ مسکونی در مغولستان است که در استان خنتی واقع شده‌است. بایانخوتاگ ۶٬۰۲۹ کیلومتر مربع مساحت دارد.